# Phyllometra coelestinaria
Phyllometra coelestinaria là một loài bướm đêm trong họ Geometridae.